# Guido Riccioli
Guido Riccioli (Firenze, 5 ottobre 1883 – Roma, 28 marzo 1958) è stato un attore italiano.

## Biografia
Trasferitosi con la famiglia a Bologna, frequenta la facoltà di Giurisprudenza e contemporaneamente recita presso una compagnia di filodrammatici, dove presto deciderà di seguire la carriera nel mondo dello spettacolo.
Diventerà, in prevalenza, un attore comico molto apprezzato dalle Compagnie di rivista e operetta, nel 1912 è con Maldacea, l'anno successivo insieme a Luciano Molinari forma un duo comico con cui avrà un ottimo successo presso il pubblico, apprezzato soprattutto per la sua bravura come imitatore. Tra le sue compagne di lavoro c'è anche Mimì Aylmer.
Nel 1919, con una propria compagnia ha modo di scritturare la giovane Nanda Primavera, con la quale dividerà gran parte della vita e del lavoro. Si sposeranno nel 1939.
La Compagnia Riccioli-Primavera per tutti gli anni 20 e 30 metterà in scena una grande quantità di spettacoli di varietà e operette, con le quali girerà tutta Italia.
Il debutto nel cinema di Riccioli avviene nel 1932, con la regia di Gustavo Serena, in poco più di venti anni girerà 15 pellicole, l'ultima diretta Alessandro Blasetti.
Muore a Roma nel 1958.

## Filmografia
- Zaganella e il cavaliere, regia di Gustavo Serena e Giorgio Mannini (1932)
- Ginevra degli Almieri, regia di Guido Brignone (1935)
- Per uomini soli, regia di Guido Brignone (1938)
- Tutta la città canta, regia di Riccardo Freda (1945)
- Bellezze a Capri, regia di Adelchi Bianchi (1951)
- Ha da venì... don Calogero, regia di Vittorio Vassarotti (1951)
- L'ingiusta condanna, regia di Giuseppe Masini (1952)
- Io, Amleto, regia di Giorgio Simonelli (1952)
- Melodie immortali, regia di Giacomo Gentilomo (1952)
- Viva la rivista!, regia di Enzo Trapani (1953)
- Il paese dei campanelli, regia di Jean Boyer (1954)
- Gran varietà, regia di Domenico Paolella (1954)
- Pellegrini d'amore, regia di Andrea Forzano (1954)
- Il cantante misterioso, regia di Marino Girolami (1955)
- La donna più bella del mondo, regia di Robert Z. Leonard (1955)
- La fortuna di essere donna, regia di Alessandro Blasetti (1955)